# Інфразвукова зброя

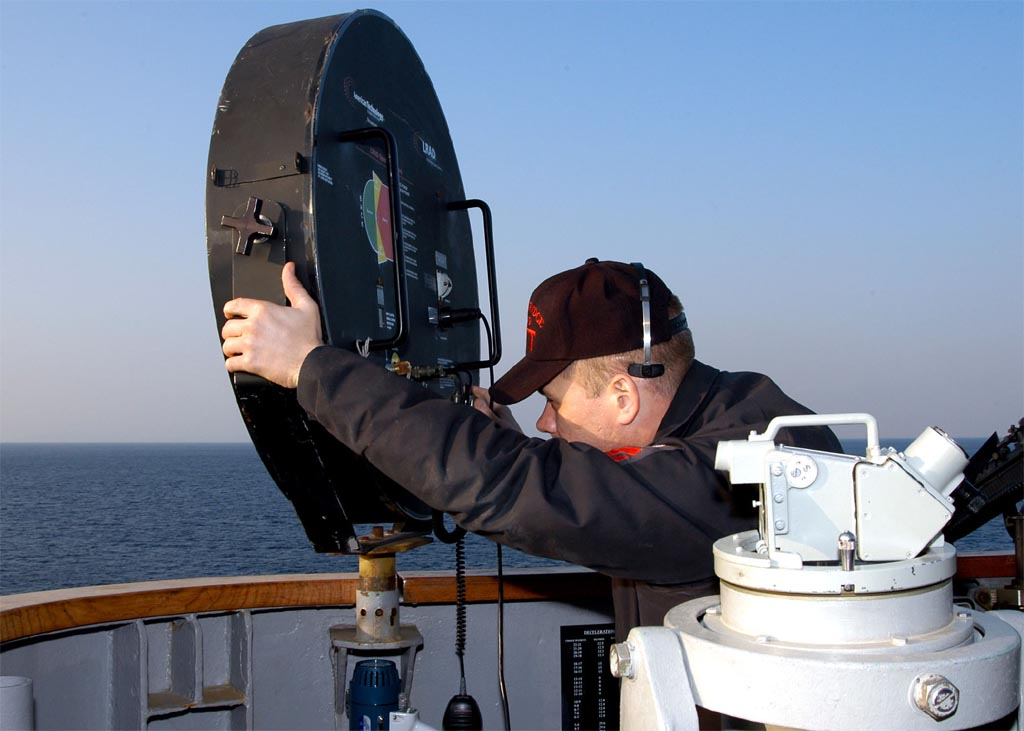
Акустичний прилад далекої дії (Long-Range Acoustic Device (LRAD) під час використання на американському командному кораблі USS «Блу Рідж»

Інфразвукова́ збро́я  — зброя масового ураження, в основу її дії покладене спрямоване випромінювання потужних інфразвукових коливань з частотою нижче 16 Гц. Такі коливання діють на нервову систему, порушують роботу шлунка, викликають головний біль та неприємні відчуття в ділянці різних внутрішніх органів, можуть порушувати ритм дихання[джерело?].
При дуже великих потужностях випромінювання і дуже малих частотах виникає блювота, запаморочення, втрачається свідомість. (Це може бути пояснене входженням в резонанс з нормальними мозковими хвилями) Інфразвукове випромінювання викликає порушення контролю за своїми діями, страх, паніку[джерело?]. Для генерування інфразвуку можуть використовуватись реактивні двигуни з резонаторами й відбивачами звуку й інші спеціально виготовлені засоби[джерело?].